# Stötten am Auerberg
Stötten am Auerberg település Németországban, azon belül Bajorországban. Lakosainak száma 1996 fő (2023. december 31.).

## Népesség
A település népessége az elmúlt években az alábbi módon változott:
| Lakosok száma | 676  | 1289 | 1692 | 2324 | 1835 | 1836 | 1836 | 1865 | 1927 | 1996 |
|               | 1875 | 1950 | 1975 | 1987 | 2012 | 2014 | 2016 | 2017 | 2021 | 2023 |